# Sigèon
Sigèon o Sigeu (grec antic: Σίγειον, llatí: Sigeum) va ser una colònia eòlia situada prop del cap que també s'anomenava Sigèon, a l'entrada de l'Hel·lespont i enfront de la ciutat d'Eleünt, al Quersonès traci.
El cap de Sigèon conté un turó que es deia que contenia les restes d'Aquil·les. El lloc va ser molt venerat, i a poc a poc sembla que es va aixecar aixecat al seu voltant un petit poble anomenat Aquil·lèon, no lluny de Sigèon. Aquesta tomba va ser visitada per Alexandre el Gran, Juli Cèsar i Germànic.
Suposadament, Sigèon va ser fundada per Arquènax de Mitilene, que hauria fet servir les pedres de Troia per bastir la nova ciutat. Segons la tradició coneguda gràcies a Heròdot, Tucídides i Estrabó, els grecs van establir aquí el seu campament naval durant la guerra de Troia.
Originalment, doncs, era una ciutat eòlia. Sigèon era un punt important en les rutes comercials de la mar Negra, i per això cridà l'atenció de les polis gregues més marineres. Sigèon despertà l'interés dels atenesos, que cobejaren la ciutat i l'assetjaren a final del segle vii aC: segons la tradició, Pítac, el savi de Mitilene, derrotà el general Frinó, enviat pels atenesos per ocupar Sigèon. Aquests primers enfrontaments s'allargaren un temps, i foren celebrats pel poeta Alceu, que recull una de les lluites en un dels seus poemes. Sembla, però, que els habitants de Sigèon resistiren aquests atacs atenesos. Més tard, en temps de Pisístrat, a mitjan segle vi aC, els atenesos s'apoderaren de la ciutat. El cas de Sigèon és interessant perquè suposa una mostra primerenca de l'imperialisme atenès. Amb el temps, doncs, Sigèon passà de ser una polis eòlica a ser una polis jònica, tal com testimonia una inscripció en homenatge a Fanòdic, un personatge de l'illa de Proconnès, escrita en àtic i en jònic però no en eòlic.
Estrabó i Heròdot diuen que en la qüestió de Sigèon s'involucrà Periandre, tirà de Corint, que hauria actuat d'àrbitre per donar la raó als atenesos, però això sembla un relat més fantasiós que històric. Heròdot també diu que els pisistràtides dominaven la ciutat, i que quan Hípies va ser expulsat d'Atenes s'hi va retirar amb la seva família, acollit pel seu germà Hegesístrat. Segons Estrabó, cap al segle v aC, o potser el segle iv aC, va ser destruïda pels habitants de la ciutat d'Ílion; en qualsevol cas, al seu temps, el segle i aC, ja era destruïda.
Les ruïnes són situades a la desembocadura del riu Escamandre, al districte de Çanakkale.